# Super Mario Maker 2
Super Mario Maker 2 (スーパーマリオメーカー2?, Sūpā Mario Mēkā 2) è un videogioco sviluppato da Nintendo EPD e pubblicato da Nintendo per Nintendo Switch nel 2019. Il videogioco permette di creare livelli personalizzati usando elementi dei videogiochi della serie Super Mario.

## Modalità di gioco
Come Super Mario Maker, Super Mario Maker 2 è un platform a scorrimento laterale in cui i giocatori creano i propri livelli utilizzando le risorse della serie Super Mario e, volendo, pubblicandoli su Internet affinché altri utenti li possano giocare. I giocatori possono scegliere tra una selezione di giochi di Mario per basare lo stile e il gameplay del loro livello, tra cui Super Mario Bros., Super Mario Bros. 3, Super Mario World, New Super Mario Bros. U e Super Mario 3D World. Le meccaniche di gioco e i comportamenti dei nemici possono variare tra gli stili.
Poi c'è la modalità storia, che parla di Mario che insieme ai Toad finisce un castello, ma il cane Cancellino lo distrugge con un Razzo Cancellatutto. Allora Mario e i suoi sono tristi, ma la Toadette Capocantiere dice a Mario che servono le monete per ricostruire il castello. Allora Mario parte all'avventura con gli incarichi. Ogni livello ha una ricompensa, ma solo la prima volta si può avere. Però si possono tenere le monete trovate nel livello.

## Differenze con il predecessore
A differenza del capitolo per Wii U e Nintendo 3DS, Super Mario Maker 2 permette di giocare una maggiore quantità di scenari.  Nel sequel sono state introdotte le discese, la modalità notte (in cui alcune tematiche del gioco cambiano rispetto alla modalità diurna) e molti altri elementi, compresi i Bowserotti. La maggiore novità consiste nell'introduzione della modalità a due o più giocatori, in cui si può creare o giocare insieme ad altre persone (da qui nasce anche il nome del videogioco, che oltre a spiegare di essere il secondo della serie, si pone come una metafora di questa nuova modalità). È stato inoltre aggiunto un nuovo stile grafico, quello di Super Mario 3D World, che ha permesso di utilizzare numerosi strumenti, come il potenziamento Mario Gatto, assenti nel primo capitolo. Nel gioco è presente una modalità competizione ed è possibile giocare con più dispositivi Nintendo Switch grazie alla creazione di stanze di gioco private. Tuttavia, al contrario del primo capitolo, la sezione “Livelli dal mondo” è disponibile solo per chi è iscritto a Nintendo Online. Per ultimo, è presente il Mondobot, che permette la creazione di una mappa, ovvero un insieme di livelli che ricorda i mondi di Super Mario, modificabili secondo il proprio stile, che il giocatore dovrà affrontare.